# Бреги (округ Жарновиця)
Бреги (словац. Brehy) — село, громада округу Жарновиця, Банськобистрицький край, центральна Словаччина, регіон Теков. Кадастрова площа громади — 12,36 км².
Населення 1046 осіб (станом на 31 грудня 2017 року).

## Історія
Бреги вперше згадуються в 1283 році.

## Населення
| Рік:            | 1994. | 2004. | 2014.   | 2024.   |
| --------------- | ----- | ----- | ------- | ------- |
| Кількість осіб: | 0     | 1118  | 1052    | 977     |
| Різниця:        |       | –     | -5,90 % | -7,12 % |

| Рік:            | 2023. | 2024.   |
| --------------- | ----- | ------- |
| Кількість осіб: | 997   | 977     |
| Різниця:        |       | -2,00 % |